# Équipe de Taipei chinois de curling
L'équipe de Taipei chinois de curling est la sélection qui représente Taïwan dans les compétitions internationales de curling. 
Il n'existe pas de club sur l'île, bien que le pays ait accueilli en 2005 à la Taipei Arena le championnat Pacifique-Asie. Les curlers sont des expatriés en Amérique.
En 2017, l'équipe nationale est classé comme nation numéro 28 chez les hommes.

## Palmarès et résultats

### Palmarès masculin
Titres, trophées et places d'honneur
- Jeux Olympiques Hommes : aucune participation
- Championnats du monde : aucune participation

### Palmarès mixte
Titres, trophées et places d'honneur
- Championnat du Monde Doubles Mixte : aucune participation

### Palmarès curling en fauteuil
Jeux paralympiques
- Meilleur résultat : aucune participation